# Kurt Biedenkopf
Kurt Biedenkopf (ur. 28 stycznia 1930 w Ludwigshafen am Rhein, zm. 12 sierpnia 2021 w Dreźnie) – niemiecki polityk, prawnik i nauczyciel akademicki, profesor, działacz Unii Chrześcijańsko-Demokratycznej (CDU), poseł do Bundestagu, w latach 1990–2002 premier kraju związkowego Saksonia.

## Życiorys
W 1949 zdał maturę w Max-Planck-Gymnasium w Groß-Umstadt. Studiował nauki polityczne w Davidson College w Stanach Zjednoczonych (1949–1950), następnie prawo na Uniwersytecie Ludwika i Maksymiliana w Monachium (1950–1951) oraz prawo i ekonomię na Uniwersytecie Johanna Wolfganga Goethego we Frankfurcie nad Menem (1951–1954). W 1955 i 1960 zdał państwowe egzaminy prawnicze I i II stopnia. W 1958 obronił doktorat, zaś w 1963 habilitował na się we Frankfurcie nad Menem. W 1962 uzyskał magisterium na Georgetown University. Pracował jako nauczyciel akademicki na różnych uczelniach, obejmując stanowiska profesorskie. Był dziekanem wydziału prawa Ruhr-Universität Bochum (1966–1967) oraz rektorem tej uczelni (1967–1969). Na początku lat 70. zasiadał we władzach koncernu Henkel.
W 1966 wstąpił do Unii Chrześcijańsko-Demokratycznej. W latach 1973–1977 pełnił funkcję sekretarza generalnego federalnych struktur partii, następnie do 1983 był wiceprzewodniczącym CDU na szczeblu federalnym. W latach 1976–1980 i 1987–1990 sprawował mandat deputowanego do Bundestagu. Od 1980 do 1988 był posłem do landtagu kraju związkowego Nadrenia Północna-Westfalia. Od 1986 do 1987 przewodniczył CDU w tym landzie.
Po zjednoczeniu Niemiec związał się z Saksonią. W latach 1990–2004 posłował do landtagu. W listopadzie 1990 został pierwszym po przemianach politycznych premierem tego kraju związkowego. Urząd ten sprawował do kwietnia 2002. Od 1991 do 1995 przewodniczył saksońskiej CDU. W kadencji 1999–2000 pełnił funkcję przewodniczącego Bundesratu.
W latach 2003–2006 był rektorem założycielem Dresden International University, a w 2006 został honorowym przewodniczącym rady naukowej prywatnej uczelni Hertie School of Governance. Od 2001 do 2013 zajmował stanowisko profesorskie w Wissenschaftszentrum Berlin für Sozialforschung.

## Odznaczenia
- Order Zasługi Wolnego Kraju Saksonii (1997)[2]